# 空っぽの空が僕はきらいだ
『空っぽの空が僕はきらいだ』（からっぽのそらがぼくはきらいだ）は、坂口有望の2枚目のシングル。2017年12月6日にエピックレコードジャパンから発売された。

## 解説
本作のリリースを受けて弾き語りワンマンツアーを開催した。

## 収録曲
全作詞・作曲：坂口有望
1. 空っぽの空が僕はきらいだ（4:40）[2]
編曲：岡部晴彦、ストリングス編曲：堤博明
2. ばかやろう（4:13）[2]
編曲：岡部晴彦
3. ガタゴト-Studio Live Ver.-（4:59）[2]